# ZSoft Corporation
ZSoft Corporation est un éditeur de logiciels américain fondé par Mark Zachman à Marietta en Géorgie. 
Il est connu pour le logiciel Paintbrush et le format graphique PCX
- (en) Cet article est partiellement ou en totalité issu de l’article de Wikipédia en anglais intitulé « ZSoft Corporation » (voir la liste des auteurs).